# The Kim Sisters
The Kim Sisters (en hangul, 김시스터즈) fueron una agrupación musical femenina originaria de Corea del Sur, que realizaron su carrera musical en Estados Unidos durante los años cincuenta y sesenta. Formado en 1953, el grupo es conocido por ser la primera banda musical coreana en alcanzar el éxito dentro del mercado estadounidense durante la década de 1960, y por presentarse más de 20 veces en The Ed Sullivan Show. La agrupación estuvo conformada por Sook-ja «Sue», Ai-ja «Aija», y Min-ja «Mia» Kim.

## Primeros años
Sue (en hangul, 김숙자; romanización revisada, Gim Sukja; McCune-Reischauer, Kim Sukcha) y Aija (en hangul, 김애자; romanización revisada, Gim Aeja; McCune-Reischauer, Kim Aecha) nacieron en Seoul. Fueron hijas de Kim Hae-song, un reconocido director de orquesta, y de Lee Nan-young, una de las cantantes de mayor renombre en Corea antes de la guerra de Corea, conocida por su canción, «Tears of Mokpo». La mayor de las Kim murió en 1950 durante la guerra de Corea.
Mia (en hangul, 김민자; romanización revisada, Gim Minja; McCune-Reischauer, Kim Mincha) era la prima biológica de Sue y Aija, cuyo padre, Lee Bong-ryong, se desempañaba como músico y era hermano mayor de Lee Nan-young; más tarde fue adoptada por esta última.

## Carrera

### Inicios
The Kim Sister se formó en 1953. Tras el secuestro de su esposo, Lee Nan-young adoptó a Mia y sus hijas formaron un grupo musical para apoyar a la familia. Lee adquirió algunos discos de música estadounidense en el mercado negro para que las niñas pudieran aprender a interpretar canciones, como «Ole Buttermilk Sky» de Hoagy Carmichael, mismas que cantaron en bares y clubes nocturnos para los soldados estadounidenses establecidos en Corea del Sur durante la guerra de Corea.

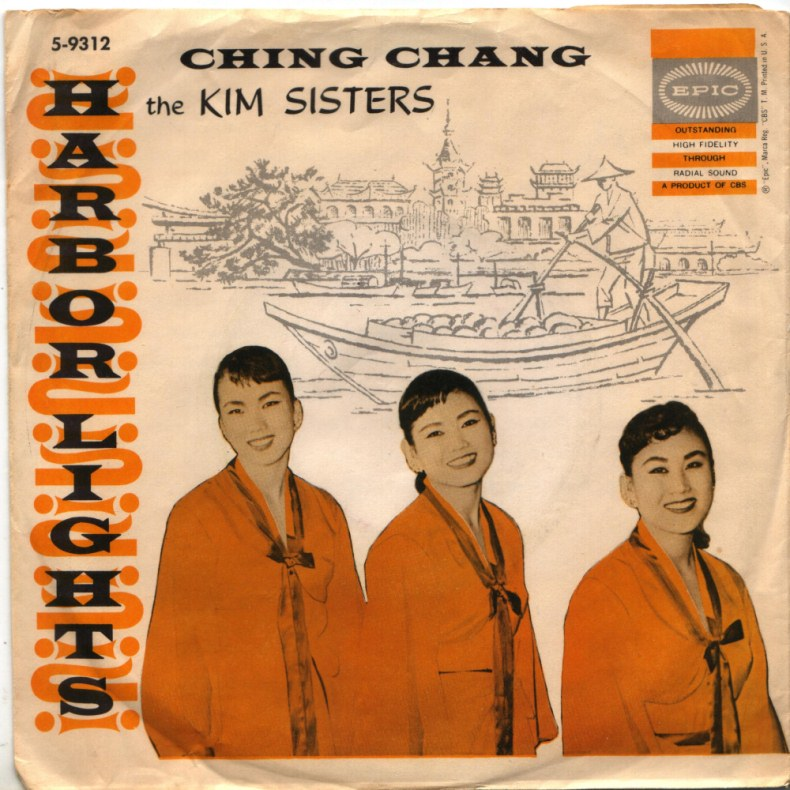
Harbor Lights/Ching Chang, el primer disco de las Kim Sisters, lanzado en 1959.

The Kim Sisters adquirió popularidad entre las tropas estadounidenses, quienes hicieron correr la voz sobre la agrupación al productor de entretenimiento estadounidense, Tom Ball. Éste voló a Corea del Sur en 1958 para verlas presentarse, y poco después, las firmó a un contrato. Sin embargo, tardaron casi un año en obtener visas para poder ir a los Estados Unidos.

### Fama en los Estados Unidos
En 1959, The Kim Sisters llegó a Las Vegas para presentarse en el «China Doll Revue» de Ball, ubicado en el Thunderbird Hotel. Después de cumplir su contrato en el Thunderbird, las Kim Sisters comenzaron a cantar en el Stardust Hotel. Fue durante esta época cuando las invitaron por primera vez a interpretar en The Ed Sullivan Show, donde se presentaron 21 veces más. Hicieron una aparición especial en la comedia de situación de Dean Jones, Ensign O'Toole, apareciendo en el episodio «Operation Benefit» del 14 de octubre de 1962. Las Kim Sisters frecuentaban vestir hanboks propios de Corea, y cantar éxitos populares de Estados Unidos.
En 1962, su versión de la canción «Charlie Brown» de The Coasters, alcanzó el puesto número 7 de popularidad en la lista de sencillos de Billboard, convirtiendo a The Kim Sisters en las primeras artistas, hombres y mujeres, comercialmente exitosas en los Estados Unidos. El grupo se retiró en 1975 después de más de 20 años de estar en activo.
Aija murió de cáncer de pulmón en 1987. Mia vive en Hungría con su esposo, el músico Tommy Vig.
El 27 de marzo de 2014, Sue Kim se convirtió en la primera estadounidense de origen coreano en ser inducida al Nevada Entertainer/Artist Hall of Fame.

## Discografía

### Álbumes de estudio
| Título                            | Detalles                                                                                    |
| --------------------------------- | ------------------------------------------------------------------------------------------- |
| Their First Album                 | - Lanzamiento: 1959 - Región: Estados Unidos - Discográfica: Monument Records - Formato: LP |
| 푸레젠트                          | - Lanzamiento: 1969 - Región: Corea del Sur - Discográfica: L.K.L. Records - Formato: LP    |
| 어머니를 추모한 김시스터즈 가요집 | - Lanzamiento: 1970 - Región: Corea del Sur - Discográfica: Shin Jin - Formato: LP          |
| This Is My Life                   | - Lanzamiento: 1975 - Región: Corea del Sur - Discográfica: Oasis Records - Formato: LP     |

### Sencillos estadounidenses
| Título                                                     | Detalles                                                                 | Posición más alta |
| Título                                                     | Detalles                                                                 | Billboard Hot 100 |
| ---------------------------------------------------------- | ------------------------------------------------------------------------ | ----------------- |
| «Harbor Lights» «Ching Chang»                              | - Lanzamiento: 1959 - Discográfica: Epic Records - Formato: Sencillo     | —                 |
| «A Diamond Is Forever» «Now Is the Hour»                   | - Lanzamiento: 1961 - Discográfica: Mercury Records - Formato: Sencillo  | —                 |
| «Love Star» «You Can't Have Everything (They Say)»         | - Lanzamiento: 1963 - Discográfica: Monument Records - Formato: Sencillo | —                 |
| «Blueberry Pie» «We're Going Back Together»                | - Lanzamiento: 1963 - Discográfica: Monument Records - Formato: Sencillo | —                 |
| «Mister Magic Moon» «Roses in the Snow»                    | - Lanzamiento: 1964 - Discográfica: Monument Records - Formato: Sencillo | —                 |
| «Charlie Brown» «Korean Spring Song»                       | - Lanzamiento: 1964 - Discográfica: Monument Records - Formato: Sencillo | 7                 |
| «Bittersweet» «Tic-A-Tic-A-Toc-Toc»                        | - Lanzamiento: 1965 - Discográfica: Monument Records - Formato: Sencillo | —                 |
| «No Sad Songs for Me» «Just Like Taking Candy from a Baby» | - Lanzamiento: 1966 - Discográfica: Monument Records - Formato: Sencillo | —                 |

## Lectura adicional
- Han, Benjamin M. (2018). «Transpacific Talent: The Kim Sisters in Cold War America». Pacific Historical Review 87 (3): 473-498.